# Тобе-Чокрак
Тобє́-Чокра́к (крим. Töbe Çoqraq) — річка в Україні, у Сімферопольському й Євпаторійському районах Автономної Республіки Крим.

## Опис
Довжина річки 48 км, площа басейну водозбору 318nbsp; км².

## Розташування
Річка бере початок у селі Родникове (до 1948 року — Кулчук, крим. Qulçuq) з однойменного джерела. Тече переважно на захід через Кубанське (до 1948 року — Джабанак, крим. Cabanaq), Передове (крим. Peredove), Іванівку (до 1945 року — Камишли́ крим. Qamışlı) і впадає у озеро Кизил-Яр. Річка належить до пересихаючих, крім околиць Іванівки, де поповнюється завдяки водам Міжгірського водосховища. У верхній течії річка протікає по дну глибокої балки Джабанак. Притоки річки в основному лівобережні, беруть початок на північно-західних схилах Зовнішньої гряди Кримських гір, найбільший з яких — Ключова балка.
Населені пункти вздовж берегової смуги: Шкільне (крим. Şkilne) , Аркадіївка (до 1948 року — Такил, крим. Taqıl) .

## Цікавий факт
- У селі Іванівка річку перетинає автошлях Т 0104.